# Thorsten Legat
Thorsten Legat (Bochum, 7 novembre 1968) è un allenatore di calcio ed ex calciatore tedesco, di ruolo centrocampista.

## Carriera

### Club
Esterno o terzino sinistro che vanta 243 presenze e 15 reti in Bundesliga, 25 incontri e 1 gol nelle competizioni UEFA per club. Nel 1988 arriva in finale di Coppa di Germania con il Bochum, perde la Supercoppa di Germania 1991 e la Supercoppa UEFA 1992 con il Werder Brema, vincendo la Coppa delle Coppe 1991-1992 da titolare (salta la finale contro il Monaco, vinta 2-0) la Coppa di Germania 1997 da titolare con lo Stoccarda, perdendo la finale di DFB-Ligapokal 1997.
Il 3 settembre 2014, annuncia in un'autobiografia (Wenn das Leben foul spielt, "Quando la Vita fa fallo") che il padre abusava di lui, dei fratelli e della madre.

## Palmarès

### Club

#### Competizioni nazionali
- Campionato tedesco: 1

Werder Brema: 1992-93
- Coppa di Germania: 2

Werder Brema: 1993-94
Stoccarda: 1996-1997
- Supercoppa di Germania: 1

Werder Brema: 1993

#### Competizioni internazionali
- Coppa delle Coppe UEFA: 1

Werder Brema: 1991-1992